# Halpern Point
Der Halpern Point ist eine Landspitze im Norden des Grahamlands auf der Antarktischen Halbinsel. An der nordwestlichen Küste der Trinity-Halbinsel liegt sie unmittelbar südlich des östlichen Teils der Duroch-Inseln.
Das Advisory Committee on Antarctic Names benannte sie 1964 nach dem kanadischen Geologen Martin Halpern (* 1937) von der University of Wisconsin, Leiter der geologischen Mannschaft, die in diesem Gebiet zwischen 1961 und 1962 Feldforschung betrieben hatte.